# プラスチックス
プラスチックス（Plastics）は、日本のテクノポップ・バンド。1976年に結成。レコードデビューは1979年。
日本におけるテクノポップ黎明期の1970年代末から1980年代初頭にかけて活躍し、P-MODEL、ヒカシューとともに「テクノ御三家」と呼ばれた伝説的バンドであり、B-52'sやラモーンズ、トーキング・ヘッズらとのワールドツアーも実現させた。

## 概要
イラストレーターの中西俊夫、グラフィックデザイナーの立花ハジメ（立花肇）、ファッションスタイリストの佐藤チカ（佐藤千賀子）を中心に結成され、ニュー・ウェイヴ、パンク、テクノ・ポップなど、1970年代末の米英最先端音楽を存分に反映させたサウンドをライブハウスを拠点に展開し、東京在住のセレブリティを中心に大きな反響を呼んだ。
デビュー直後に英国の名門インディーズレーベルであるラフ・トレード・レコードから音源をリリースし、B-52'sやラモーンズ、トーキング・ヘッズなど海外の一線級のアーティストと共演、3回のワールドツアーを実現させるなど、その活動形態においてサディスティック・ミカ・バンド、イエロー・マジック・オーケストラと肩を並べる存在だった。
結成当初は素人による仲間内のパーティバンドに過ぎず、また音楽性もオールディーズから始まりグラムロック、パンク・ロックと頻繁に変化していた。編成もドラム、ベース、キーボードもいる普通のバンドだったが、中西、佐藤、立花の3人を残して彼らが辞めた頃からその流れが変わる。プログレ・バンド四人囃子のベーシストであった佐久間正英と、佐久間と交流のあった作詞家の島武実が加入したことによって最も知られるラインナップとなり、先鋭的かつ音楽的なグループへと変貌を遂げる。バンドとしてのコンセプトを中西、立花、佐藤の3人が作るようになり、メンバーというよりプロデューサーとして関わることを望んでいた佐久間が加入してサウンド作りを手伝うようになった。
その頃、元テンプターズの大口広司がドラムを叩いていたが佐久間にはしっくり来ず、クラフトワークの『ヨーロッパ特急』に影響を受けていた彼はリズムボックスの使用を提案。楽器は全員がほぼ素人だったため、ドラムは上手い人が入ってもしょうがないという理由でリズムボックスに、佐久間も本職のベースでは技術的な差異が大きいことと、リズムボックスでは音的に合わないということで、生ベースではなくキーボード（シンセサイザー）で参加することになった。これにより、テクノポップ・バンドとしての方向性が確定していく。リズムボックスは島が担当（当時流行していたスペースインベーダーが上手かった事から「ならばボタンを押すのは上手いだろう」と思われて加入に至ったという）、解散までの不動のメンバーが揃うこととなった。
1979年、イギリスのラフ・トレード・レコードからシングル『Copy / Robot』をリリース。日本でアルバムを2枚発売した後、イギリスのアイランド・レコードと契約し、3枚目のアルバムは海外でも発売されることになる。当時は日本よりもアメリカで注目を集めており、B-52's、ラモーンズ、トーキング・ヘッズと同じ事務所に所属し、海外でツアーを行う割合が多くなっていた。
佐久間が開発に関わった当時最新鋭のリズムマシンTR-808の導入により、自由度の高いプログラミングが可能となり、従来はリズムボックスに付きっきりであった島がキーボードへ、それに伴って佐久間がベース/ギターへのパートチェンジも可能となり、演奏の幅を広げていく。しかし、国内・海外で精力的に活動を展開しまさに「これから」と思われていた1981年に突如解散。その理由には諸説あったが、佐久間が2013年のインタビューで彼自身は元々期間限定の活動予定ということを事務所に伝えていたことを明かした。その後は各々独自の活動を開始する。

## 略歴
- 1976年 - 結成。当初は中西俊夫（Vo）、立花ハジメ（G）、福田泰彦（Key）、藤岡芳晴（B）、浅井信夫（Dr）、佐藤チカ（Vo）の6人でロックやパンクのカバーをメインに活動。
- 1978年 - 立花、中西、佐藤と佐久間正英（Key）、島武実（Rhythm Box）という編成になり、ニューウェーブ&テクノポップバンドにシフトする。
- 1979年 - イギリスの名門インディーズレーベルであるラフ・トレード・レコードからシングル『Copy / Robot』でデビュー。
- 1980年1月 - ファーストアルバム『WELCOME PLASTICS』で日本デビュー。アルバム発売後ほどなく米国ツアーが実現、B-52'sやラモーンズと共演を果たす。
- 1981年 - 3枚目のアルバム『WELCOMEBACK PLASTICS』を日米英独でリリース。それと前後して欧米ツアーを敢行、ラモーンズやトーキング・ヘッズ等と共演。同年12月、解散。
- 1988年 - 期間限定で再結成。インクスティック芝浦ファクトリーにて2日間限定で復活ライブを行う。
- 2007年10月29日 - 2度目の再結成復活ライブを恵比寿・LIQUIDROOMにて行う[9]。
メンバーは立花、中西、佐久間に加え、ドラマーとして各々とバンドを組んだ経験（THE CHILLで立花と、MELONで中西と、The d.e.pで佐久間と）のある屋敷豪太が参加[9]。リアルドラマーの参加は正式デビュー以前に参加していた大口広司以来、実に約30年ぶりのことだった。ゲストにはコーネリアスのTHE CORNELIUS GROUPを迎えた[10]。
- 2010年5月12日 - 主催イベント「Plastic Production」を東京・代官山UNITで開催[11]。イベントの模様は「USTREAM on MySpace」にて生配信された。
2007年再結成時のメンバーにサポートとしてmomo（Key, Vo）、SAORI（Vo, Flute）、MADEMOISELLE YULIA（Vo）の3人をフィーチャーしたライブを行う[11]。
この頃にはリズムボックスの音色をドラムパッドで屋敷が叩く等、再び活動時の音楽性に回帰。また、同年夏にはワールド・ハピネスやライジング・サン・ロックフェスティバル等のロック・フェスティバルにも出演している。
- 2014年1月16日 - 佐久間正英が逝去。
- 2016年
  - 3月23日 - 3枚のオリジナルアルバム『WELCOME PLASTICS』『ORIGATO PLASTICO』『WELCOME BACK』のデラックスエディションをリリース[12]。
  - 4月29日 - 初となるアーカイブブック「PLASTICS 情報過多 -TOO MUCH INFO-」を発売[13]。
  - 5月10日 - 結成40周年記念企画として、再結成ライブ「WELCOME BACK PLASTICS」をブルーノート東京で開催[14]。
バンドメンバーは立花（G）、中西（Vo, G）、島（Rhythm Box）の3人に加えてボーカルはN'夙川BOYSのリンダdada、キーボードはPLASTIC SEXなどに参加していたmomo、ライブミックスは久保田麻琴、DJは高木完が担当[14]。
- 2017年2月25日 - 中西俊夫が逝去。
- 2019年6月6日 - 島武実が逝去。

## メンバー
- 中西俊夫（なかにし としお）
ギター、ヴォーカル担当。イラストレーター。解散後は佐藤と共にMELONを結成（後に結婚、一女を儲けている）。そこから発展したプロジェクトWATER MELONやSKYLABを経て、2007年以降はPLASTIC SEXをメインに活動。2017年逝去。
- 佐藤チカ（英語版）（さとう ちか）
ヴォーカル担当。スタイリスト。解散後は中西とともにMELONを結成。MELON解散後は音楽からは身を引き再びファッションの世界へ。自らの名を冠したアパレルブランド「CHICA SATO」を立ち上げ活動中。
- 立花ハジメ（たちばな はじめ）
ギター担当。グラフィックデザイナー。解散後はソロ活動の一方、サックス奏者としてのセッションも行う。近年は本業のデザイナーとしての仕事が中心であったが、2007年に新バンド「THE CHILL」を率いて音楽シーンへ本格復帰を果たす。
- 佐久間正英（さくま まさひで）
キーボード担当（後期にはベース、ギターも）。解散後はミュージシャンとしての活動の一方、プロデュース業へ進出し様々なアーティストを手掛ける。2014年逝去。詳しくは本人の項を参照。
- 島武実（しま たけみ）
リズムボックス担当（後期にはキーボードも）。作詞家。解散後は引き続き作詞家として活動。またアルバム『万力の国』のプロデュースを手掛けたり、『ごっつええ感じ』や『HEY!HEY!HEY!』の番組アドバイザーを務めたりと、ダウンタウンとの関係が深い。2019年逝去。

## 旧メンバー
- 福田泰彦（FUKU CHANG、ふくちゃん）
キーボード担当。オリジナルメンバー。現在はバー「PB」経営者。
- 藤岡芳晴（F、えふ）
ベース担当。オリジナルメンバー。
- 浅井信夫（アサイ）
ドラム担当。『少女コミック』編集部。オリジナルメンバー。
- 邱玲娣（レー）
コーラス担当。オリジナルメンバー。当時「Q's Bar」オーナー。
- 横森美奈子
コーラス担当。オリジナルメンバー。当時「BIGI」社内デザイナー。
- 大口ヒロシ
ドラム担当。2〜3か月在籍。

## ディスコグラフィー

### シングル
|     | 発売日 | タイトル       | 規格               | 規格品番  | レーベル    | 備考                             |
| --- | ------ | -------------- | ------------------ | --------- | ----------- | -------------------------------- |
| 1st | 1979年 | COPY           | シングル・レコード | RT 030    | Rough Trade | イギリスのレーベルよりリリース。 |
| 2nd | 1980年 | TOP SECRET MAN | シングル・レコード | VIH-1070  | Invitation  |                                  |
| 3rd | 1980年 | good           | シングル・レコード | VIHX-1507 | Invitation  |                                  |
| 4th | 1980年 | PEACE          | シングル・レコード | VIHX-1518 | Invitation  |                                  |

### アルバム
|                        | 発売日         | タイトル                                                  | 規格           | 規格品番          | レーベル                 | 備考 |
| ---------------------- | -------------- | --------------------------------------------------------- | -------------- | ----------------- | ------------------------ | --- |
| オリジナル・アルバム   |                |                                                           |                |                   |                          | |
| 1st                    | 1980年1月25日  | WELCOME PLASTICS                                          | カセットテープ | VCF-1560          | Invitation               | |
| 1st                    | 1980年1月25日  | WELCOME PLASTICS                                          | LPレコード     | VIH-6065          | Invitation               | |
| 1st                    | 1990年4月21日  | WELCOME PLASTICS                                          | CD             | VICL-2013         | Invitation               | |
| 1st                    | 2004年9月22日  | WELCOME PLASTICS                                          | CD             | VICL-41148        | Victor Entertainment     | |
| 1st                    | 2012年5月23日  | WELCOME PLASTICS                                          | CD             | NCS-827           | タワーレコード           | 限定復刻盤。 |
| 1st                    | 2016年3月23日  | WELCOME PLASTICS                                          | SHM-CD×2       | VICL-70215/6      | Victor Entertainment     | Deluxe Edition |
| 2nd                    | 1980年9月25日  | ORIGATO PLASTICO                                          | LPレコード     | VIH-28013         | Invitation               | |
| 2nd                    | 1990年4月21日  | ORIGATO PLASTICO                                          | CD             | VICL-2014         | Invitation               | |
| 2nd                    | 2004年9月22日  | ORIGATO PLASTICO                                          | CD             | VICL-41149        | Victor Entertainment     | |
| 2nd                    | 2012年5月23日  | ORIGATO PLASTICO                                          | CD             | NCS-828           | タワーレコード           | 限定復刻盤。 |
| 2nd                    | 2016年3月23日  | ORIGATO PLASTICO                                          | SHM-CD+DVD     | VIZL-950          | Victor Entertainment     | Deluxe Edition。 |
| 3rd                    | 1981年3月      | WELCOMEBACK PLASTICS                                      | LPレコード     | ILPS 9627         | Island Records           | イギリスのレーベルから海外リリース（発売は英・米・独）。解散決定後、海外からの要望に応える形で1st&2ndアルバムから10曲をピックアップして再レコーディングした作品。 |
| 3rd                    | 1981年3月      | WELCOMEBACK PLASTICS                                      | LPレコード     | VIH-28030         | Invitation               | イギリスのレーベルから海外リリース（発売は英・米・独）。解散決定後、海外からの要望に応える形で1st&2ndアルバムから10曲をピックアップして再レコーディングした作品。 |
| 3rd                    | 1991年5月21日  | WELCOMEBACK PLASTICS                                      | CD             | VICL-2050         | Victor Entertainment     | イギリスのレーベルから海外リリース（発売は英・米・独）。解散決定後、海外からの要望に応える形で1st&2ndアルバムから10曲をピックアップして再レコーディングした作品。 |
| 3rd                    | 2012年5月23日  | WELCOMEBACK PLASTICS                                      | CD             | NCS-829           | タワーレコード           | 限定復刻盤。 |
| 3rd                    | 2016年3月23日  | WELCOMEBACK PLASTICS                                      | SHM-CD+DVD     | VIZL-951          | Victor Entertainment     | Deluxe Edition。 |
| ベスト・アルバム       |                |                                                           |                |                   |                          | |
|                        | 1988年11月1日  | FOREVER PLASTICO                                          | CD             | VDR-28049         | Invitation               | |
| 1990年11月7日          | CD             | FOREVER PLASTICO                                          | VICL-5029      |                   | Invitation               | |
| 1993年11月21日         | CD             | FOREVER PLASTICO                                          | VICL-22010     | SPEEDSTAR RECORDS |                          | |
|                        | 2005年7月13日  | ORIGATO 25                                                | CD             | SPEEDSTAR RECORDS | VICL-61710               | レコード･デビュー25周年記念作品。 |
|                        | 2005年7月13日  | "HARD COPY" LIVE AT YANEURA                               | CD＋DVD+BOOK   | MTCA-1022         | P.S.C.                   | デビュー前の1979年のライヴ音源を収録したCDと1981年のワールド・ツアーのライヴ&ドキュメント映像のDVD2枚組。                                                         |
| ライブ・アルバム       |                |                                                           |                |                   |                          | |
|                        | 1997年11月21日 | ALL ACROSS THE USA 80 LIVE                                | LPレコード     | VIJL-60012        | SPEEDSTAR RECORDS        | 1980年のアメリカでのライブを収録。 |
| CD                     | 1997年11月21日 | ALL ACROSS THE USA 80 LIVE                                | VICL-60157     |                   | SPEEDSTAR RECORDS        | 1980年のアメリカでのライブを収録。 |
| CD+VHS                 | 1997年11月21日 | ALL ACROSS THE USA 80 LIVE                                | VIZL-28        |                   | SPEEDSTAR RECORDS        | 1980年のアメリカでのライブを収録。 |
|                        | 2009年8月15日  | Dr.VoBG                                                   | CD             | EGDS-46           | Bridge                   | 2007年に行われた「結成30周年LIVE」の音源を収録。小山田圭吾がギターで参加。                                                                                        |
|                        | 2016年4月16日  | We Love You Oh No! PLASTICS Live in Central Park NYC 1981 | LPレコード     | TANX-20021        | T-ANNEX                  | 「RECORD STORE DAY」限定リリース。 |
|                        | 2018年2月21日  | A                                                         | 2CD            | VIZL-1332         | Victor Entertainment     | PLASTICS結成40周年を祝して行われた一夜限りの再結成のステージを、中西俊夫の一周忌に捧げる形でリリースしたメモリアル・ライブ盤。                                    |
| CD                     | 2018年2月21日  | A                                                         | VICL-64963     |                   | Victor Entertainment     | PLASTICS結成40周年を祝して行われた一夜限りの再結成のステージを、中西俊夫の一周忌に捧げる形でリリースしたメモリアル・ライブ盤。                                    |
| トリビュート・アルバム |                |                                                           |                |                   |                          | |
|                        | 1999年4月21日  | WELCOME TO PLASTIC WORLD                                  | CD             | ESCB 1979         | エピックレコードジャパン | デビュー20周年（1999年当時）を迎えたプラスチックスのトリビュート・アルバム。                                                                                      |

### 映像作品
|  | 発売日        | タイトル                 | 規格     | 規格品番      | レーベル  | 備考 |
|  | ------------- | ------------------------ | -------- | ------------- | --------- | --- |
|  | 2004年2月25日 | ライヴ帝国「PLASTICS」   | DVD      | DEBP-13020    | DreamTime | TVKの1980〜90年代の音楽番組『Fighting 80's』『Live TOMATO』から、アーティストごとにライヴ映像を厳選選曲した"ライヴ帝国"DVDシリーズのPLASTICS編。                                                                    |
|  | 2016年4月27日 | 情報過多 -Too Much Info- | BOOK+DVD | 9784198641504 | 徳間書店  | 世界ツアー中に撮影された写真・ツアー資料・証言を軸に再構成したアーカイヴ・ブック。 新たに発掘された1981年全米ツアーでの6月28日のサンタクルーズ、ザ・カタリストでの公演を収録したオフィシャル・ブートレッグDVD付き。 |